# Ibrahim, il bambino del campo
Ibrahim, il bambino del campo è il quarto romanzo della scrittrice Anna Russo. È stato pubblicato nel giugno 2008 dalla casa editrice Fatatrac.

## Trama
Ibrahim è l'ultimo di molti fratelli. Nasce in un paese difficile, uno dei tanti di cui si legge ogni giorno e di cui l'autrice non specifica il nome, quasi a voler significare un destino condiviso da bambini di terre e culture diverse. Ma Ibrahim ha la fortuna di incontrare sul suo cammino un campo, un pezzetto di terra di nessuno e di tutti, che diventa il mondo-altro, un'isola segreta per crescere giocando con gli altri bambini oppure lasciando vagare il pensiero e la fantasia che trasforma le nuvole in astronavi e la costrizione in libertà. Potranno la paura, il sospetto e la rassegnazione minare quest'ultimo piccolo eden, oppure i bambini riusciranno, laddove gli uomini falliscono, a costruire con i loro occhi un mondo di pace?

## Edizioni
- Anna Russo, Ibrahim, il bambino del campo, Fatatrac, 2008,  p. 48, ISBN 978-88-8222-163-8.